# Jan Kunc

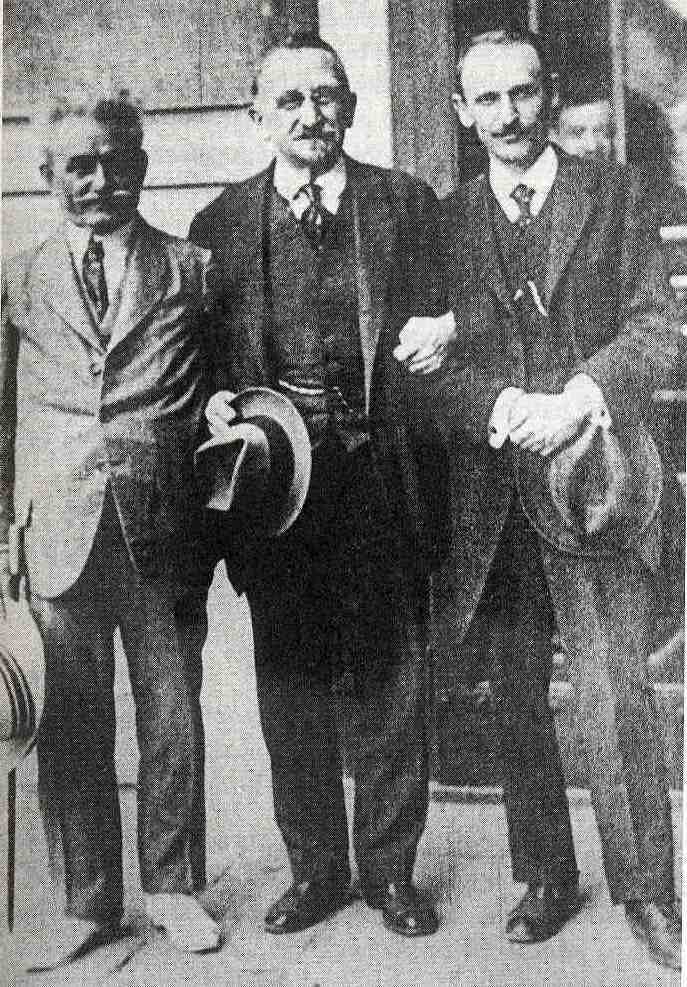
Leoš Janáček, Karel Kovařovic, Jan Kunc – latem 1917

Jan Kunc (ur. 27 marca 1883 w Doubravice nad Svitavou, zm. 11 września 1976 w Brnie) – czeski kompozytor, pedagog i publicysta.
Uczeń Leoša Janáčka (1898-1902). Studiował kompozycję u Karela Steckera, Karela Knittla i Vítězslava Nováka (1905 do 1906). Profesor konserwatorium w Brnie (1929 do 1945). Komponował muzykę fortepianową, kameralną i wokalną (na chór mieszany i głosy solowe) oraz poematy symfoniczne. W 1935 stworzył oficjalną partyturę czeskiego hymnu narodowego. Jest autorem sygnału radiowego Radia Watykańskiego „Christus vincit, Christus regnat, Christus imperat”.

## Wybrane utwory
- Sonata c-moll na fortepian op. 1 (1903 obr. 1909/10)
- Trio fortepianowe f-moll op. 3 (1904)
- Kwartet smyczkowy G-dur op. 9 (1909)
- Poemat symfoniczny na orkiestrę op. 12 (1916)
- Miniatury na fortepian op. 19 (1923)
- Sonata na skrzypce i fortepian op. 22 (1925)
- Tańce Czeskie na fortepian op. 34 (1947)
- Miniatury na fortepian op. 38 (1956-1959)
- Miniatury na kwintet dęty op. 39 (1958)